# Arminia Bielefeld/Saison 1966/67
Dieser Artikel beschreibt den Verlauf der Saison 1966/67 von Arminia Bielefeld. Arminia Bielefeld trat in der Saison in der Regionalliga West an und belegte den dritten Tabellenplatz. Im Westdeutschen Pokal erreichten die Arminen die zweite Runde und verpassten die Qualifikation für den DFB-Pokal.

## Personalien

### Kader
| Gerd Siese      |
| Andreas Triebel |

| Theodor Flieger |
| Erwin Heidinger |
| Detlef Kemena   |
| Klaus Köller    |
| Manfred Menzel  |
| Dieter Schulz   |

| Jürgen Diekmann |
| Rolf Donnermann |
| Dietmar Erler   |
| Detlef Fregin   |
| Werner Ruchel   |
| Joachim Werner  |

| Peter Dammann   |
| Uwe Erich       |
| Bernd Kirchner  |
| Ernst Kuster    |
| Horst Möntmann  |
| Gerd Roggensack |

Der Name des Mannschaftskapitäns ist nicht bekannt.

### Transfers zur Saison 1966/67
| Zugänge | Abgänge |
| --- | --- |
| - Dietmar Erler (SpVgg Fichte Bielefeld) - Detlef Fregin (unbekannt) - Ernst Kuster (KSV Hessen Kassel) - Horst Möntmann (unbekannt) - Gerd Siese (zweite Mannschaft) | - Heinz-Josef Ackermann (zweite Mannschaft) - Wilfried Biermann (VfB 03 Bielefeld) - Rudolf Giersch (SVA Gütersloh) - Erwin Heidinger (Karriereende) - Ulrich Kohn (VfR Neuss) - Wolfgang Schlichthaber (TSV Detmold) - Gustav Walenciak (Karriereende) |

### Funktionäre und Trainer Saison 1966/67
| Funktion        | Name           |
| --------------- | -------------- |
| Cheftrainer     | Hans Wendlandt |
| Geschäftsführer | Walter Röhe    |

## Saison
Alle Ergebnisse aus Sicht von Arminia Bielefeld. Grün unterlegte Ergebnisse kennzeichnen einen Sieg, rot unterlegte eine Niederlage und gelb unterlegte ein Unentschieden.

### Regionalliga
| Runde | Datum              | Gegner                  | Ort      | Ergebnis | Tor(e) für Arminia                              |
| ----- | ------------------ | ----------------------- | -------- | -------- | ----------------------------------------------- |
| 1     | 21. August 1966    | VfR Neuss               | Auswärts | 2:2      | Erich, Kuster                                   |
| 2     | 28. August 1966    | Preußen Münster         | Heim     | 2:2      | Kirchner, Kuster                                |
| 3     | 4. September 1966  | Alemannia Aachen        | Auswärts | 2:1      | Erich, Kuster                                   |
| 4     | 11. September 1966 | Schwarz-Weiß Essen      | Heim     | 0:1      |                                                 |
| 5     | 18. September 1966 | Bayer 04 Leverkusen     | Auswärts | 1:1      | Kirchner                                        |
| 6     | 25. September 1966 | Hammer SpVg             | Heim     | 5:2      | Kuster (3), Erler, Ruchel                       |
| 7     | 2. Oktober 1966    | VfL Bochum              | Auswärts | 0:0      |                                                 |
| 8     | 9. Oktober 1966    | Rot-Weiß Oberhausen     | Heim     | 3:1      | Kuster, Roggensack; Eigentor durch Hentschel    |
| 9     | 16. Oktober 1966   | SC Viktoria Köln        | Auswärts | 1:1      | Roggensack                                      |
| 10    | 23. Oktober 1966   | TSV Marl-Hüls           | Heim     | 2:1      | Kirchner, Kuster                                |
| 11    | 30. Oktober 1966   | SSV Hagen               | Auswärts | 4:0      | Kuster (2), Erich, Köller                       |
| 12    | 6. November 1966   | Eintracht Duisburg      | Heim     | 7:1      | Dammann (3), Kemena, Kuster, Roggensack, Ruchel |
| 13    | 13. November 1966  | Hamborn 07              | Auswärts | 1:1      | Kirchner                                        |
| 14    | 27. November 1966  | Eintracht Gelsenkirchen | Heim     | 3:2      | Roggensack (2), Ruchel                          |
| 15    | 11. Dezember 1966  | Bonner SC               | Auswärts | 1:1      | Erich                                           |
| 16    | 18. Dezember 1966  | Wuppertaler SV          | Heim     | 3:1      | Erich, Köller, Roggensack                       |
| 17    | 31. Dezember 1966  | Westfalia Herne         | Auswärts | 2:1      | Kirchner, Kuster                                |
| 18    | 8. Januar 1967     | VfR Neuss               | Heim     | 2:2      | Erler, Roggensack                               |
| 19    | 22. Januar 1967    | Preußen Münster         | Auswärts | 3:0      | Erler (2), Erich                                |
| 20    | 29. Januar 1967    | Alemannia Aachen        | Heim     | 0:0      |                                                 |
| 21    | 12. Februar 1967   | Schwarz-Weiß Essen      | Auswärts | 0:2      |                                                 |
| 22    | 19. Februar 1967   | Bayer 04 Leverkusen     | Heim     | 2:0      | Erich, Roggensack                               |
| 23    | 26. Februar 1967   | Hammer SpVg             | Auswärts | 1:2      | Roggensack                                      |
| 24    | 5. März 1967       | VfL Bochum              | Heim     | 1:0      | Kuster                                          |
| 25    | 12. März 1967      | Rot-Weiß Oberhausen     | Auswärts | 0:2      |                                                 |
| 26    | 19. März 1967      | SC Viktoria Köln        | Heim     | 1:1      | Kirchner                                        |
| 27    | 27. März 1967      | TSV Marl-Hüls           | Auswärts | 1:3      | Erler                                           |
| 28    | 2. April 1967      | SSV Hagen               | Heim     | 6:0      | Kuster (4), Erler, Kirchner                     |
| 29    | 9. April 1967      | Eintracht Duisburg      | Auswärts | 5:1      | Kuster (2), Dammann, Kemena, Roggensack         |
| 30    | 16. April 1967     | Hamborn 07              | Heim     | 2:1      | Kuster (2)                                      |
| 31    | 23. April 1967     | Eintracht Gelsenkirchen | Auswärts | 3:3      | Roggensack (2), Kuster                          |
| 32    | 30. April 1967     | Westfalia Herne         | Heim     | 4:1      | Dammann (2), Erler (2)                          |
| 33    | 7. Mai 1967        | Bonner SC               | Heim     | 2:1      | Kirchner, Ruchel                                |
| 34    | 15. Mai 1967       | Wuppertaler SV          | Auswärts | 0:1      |                                                 |

### Westdeutscher Pokal
Das Spiel in der zweiten Runde endete nach Verlängerung unentschieden. Auch das Wiederholungsspiel endete nach Verlängerung unentschieden. Da das Elfmeterschießen erst 1970 eingeführt wurde, fiel die Entscheidung über das Weiterkommen durch Münzwurf zugunsten von Preußen Münster.
| Runde | Datum           | Gegner          | Ort      | Ergebnis  | Tor(e) für Arminia |
| ----- | --------------- | --------------- | -------- | --------- | ------------------ |
| 1     | 26. Juni 1966   | Minden 05       | Auswärts | 5:0       | nicht bekannt      |
| 2     | 7. August 1966  | Preußen Münster | Auswärts | 2:2 n. V. | nicht bekannt      |
| Wdh.  | 10. August 1966 | Preußen Münster | Heim     | 1:1 n. V. | nicht bekannt      |

## Statistiken

### Spielerstatistiken
Für den Westdeutschen Pokal sind die eingesetzten Spieler und Torschützen nicht bekannt. Gelbe und Rote Karten wurden erst im Jahre 1970 eingeführt.
| Spieler         | Regionalliga West | Regionalliga West | Regionalliga West | Regionalliga West | Westdeutscher Pokal | Westdeutscher Pokal | Westdeutscher Pokal | Westdeutscher Pokal | Total    | Total | Total       | Total      |
| Spieler         | Einsätze          | Tore              | Gelbe Karte       | Rote Karte        | Einsätze            | Tore                | Gelbe Karte         | Rote Karte          | Einsätze | Tore  | Gelbe Karte | Rote Karte |
| --------------- | ----------------- | ----------------- | ----------------- | ----------------- | ------------------- | ------------------- | ------------------- | ------------------- | -------- | ----- | ----------- | ---------- |
| Peter Dammann   | 26                | 6                 | 0                 | 0                 | 0                   | 0                   | 0                   | 0                   | 26       | 6     | 0           | 0          |
| Jürgen Diekmann | 1                 | 0                 | 0                 | 0                 | 0                   | 0                   | 0                   | 0                   | 1        | 0     | 0           | 0          |
| Rolf Donnermann | 17                | 0                 | 0                 | 0                 | 0                   | 0                   | 0                   | 0                   | 17       | 0     | 0           | 0          |
| Uwe Erich       | 33                | 7                 | 0                 | 0                 | 0                   | 0                   | 0                   | 0                   | 33       | 7     | 0           | 0          |
| Dietmar Erler   | 32                | 8                 | 0                 | 0                 | 0                   | 0                   | 0                   | 0                   | 32       | 8     | 0           | 0          |
| Theodor Flieger | 20                | 0                 | 0                 | 0                 | 0                   | 0                   | 0                   | 0                   | 20       | 0     | 0           | 0          |
| Detlef Fregin   | 0                 | 0                 | 0                 | 0                 | 0                   | 0                   | 0                   | 0                   | 0        | 0     | 0           | 0          |
| Detlef Kemena   | 33                | 2                 | 0                 | 0                 | 0                   | 0                   | 0                   | 0                   | 33       | 2     | 0           | 0          |
| Bernd Kirchner  | 32                | 8                 | 0                 | 0                 | 0                   | 0                   | 0                   | 0                   | 32       | 8     | 0           | 0          |
| Klaus Köller    | 29                | 2                 | 0                 | 0                 | 0                   | 0                   | 0                   | 0                   | 29       | 2     | 0           | 0          |
| Ernst Kuster    | 32                | 22                | 0                 | 0                 | 0                   | 0                   | 0                   | 0                   | 32       | 22    | 0           | 0          |
| Manfred Menzel  | 10                | 0                 | 0                 | 0                 | 0                   | 0                   | 0                   | 0                   | 10       | 0     | 0           | 0          |
| Gerd Roggensack | 31                | 12                | 0                 | 0                 | 0                   | 0                   | 0                   | 0                   | 31       | 12    | 0           | 0          |
| Werner Ruchel   | 32                | 4                 | 0                 | 0                 | 0                   | 0                   | 0                   | 0                   | 32       | 4     | 0           | 0          |
| Dieter Schulz   | 7                 | 0                 | 0                 | 0                 | 0                   | 0                   | 0                   | 0                   | 7        | 0     | 0           | 0          |
| Andreas Triebel | 34                | 0                 | 0                 | 0                 | 0                   | 0                   | 0                   | 0                   | 34       | 0     | 0           | 0          |
| Joachim Werner  | 5                 | 0                 | 0                 | 0                 | 0                   | 0                   | 0                   | 0                   | 5        | 0     | 0           | 0          |

### Zuschauer
Arminia Bielefeld begrüßte zu seinen 17 Heimspielen insgesamt 208.200 Zuschauer, was einem Schnitt von 12.247 entspricht. Damit belegte Arminia Bielefeld Platz eins in der Zuschauertabelle. Den Zuschauerrekord gab mit 23.000 gegen Alemannia Aachen vor den 20.000 Zuschauern, die das Spiel gegen Hamborn 07 sehen wollten. Den niedrigsten Besuch verzeichnete die Arminia bei den Heimspielen gegen die Hammer SpVg, den SC Viktoria Köln und den Wuppertaler SV, die jeweils 7000 Zuschauer auf die Alm lockten.

## Varia
Ernst Kuster wurde mit 23 Saisontoren Torschützenkönig der Regionalliga West.